# Comuna Hreșcenivka, Novovoronțovka
Hreșcenivka (în ucraineană Хрещенівка) este o comună în raionul Novovoronțovka, regiunea Herson, Ucraina, formată din satele Hreșcenivka (reședința), Petrivka și Șevcenkivka.

## Demografie
Componența lingvistică a comunei Hreșcenivka
     Ucraineană (95,75%)
     Rusă (3,65%)
     Alte limbi (0,49%)
Conform recensământului din 2001, majoritatea populației comunei Hreșcenivka era vorbitoare de ucraineană (95,75%), existând în minoritate și vorbitori de rusă (3,65%).